# Buristo
Le buristo (ou buristio ou burischio ou buricco ) ou mnetto (de Pise) est une saucisse de viande et de sang de porc courante en Toscane.
Le terme buristo apparaît dans la liste des produits agroalimentaires traditionnels italiens auxquels il est fait référence, cependant, sous la dénomination de biroldo di Lucca.

## Étymologie
Le mot est probablement d'origine germanique, mais les circonstances exactes de sa diffusion restent obscures. Carlo Battisti et Giovanni Alessio émettent l'hypothèse qu'il dérive du dialecte du Trentin, ou de brust, une adaptation de l'allemand Wurst, « saucisse, salami », ou d'une réduction locale de Blutwurst « sanguinaccio ». Giacomo Devoto penche pour une origine directe de l'allemand.

## Description
Le burristo s'apparente aux produits traditionnels consommés en Espagne (morcilla), en Hollande (bloedworst), en France (boudin noir), en Grande-Bretagne (black pudding), en Autriche (Blunzen) et en Allemagne (Blutwurst, Schwarzwurst).
Le burristo est fourré dans l'estomac du porc, c'est pourquoi il a une forme irrégulière pour un poids qui dépasse normalement un kilo et demi. Il est obtenu en désossant toutes les parties de la tête du porc et en les faisant bouillir dans une grande marmite avec des citrons, des zestes d'orange, de la sauge, de l'ail, du sel et du poivre. Des lardons de gras coupés en cubes et du sang filtré sont ajoutés aux parties désossées et hachées. Le tout est à nouveau ensaché et bouilli pour compacter le sang et la graisse avec le reste.
Il se déguste frais, parfois encore tiède.
Produit en petite quantité, il devient de plus en plus difficile à trouver. On peut se le procurer encore dans le sud de la Toscane, pendant les mois d'hiver. Il se trouve plus facilement dans la province de Florence et la province de Sienne .

## Histoire
Il y a des témoignages de produits similaires dans l'Odyssée d'Homère où le prix des luttes d'Ulysse à son retour à Ithaque était un estomac de chèvre rempli de sang et de graisse.
Dans la Rome antique, il était consommé en l'honneur de Faune, dieu de la fertilité et des bois à l'occasion de la fête des Lupercales.
Au début du Moyen Âge, il a été interdit à plusieurs reprises en raison de sa relation avec les traditions païennes.